# Список дипломатических миссий Швейцарии

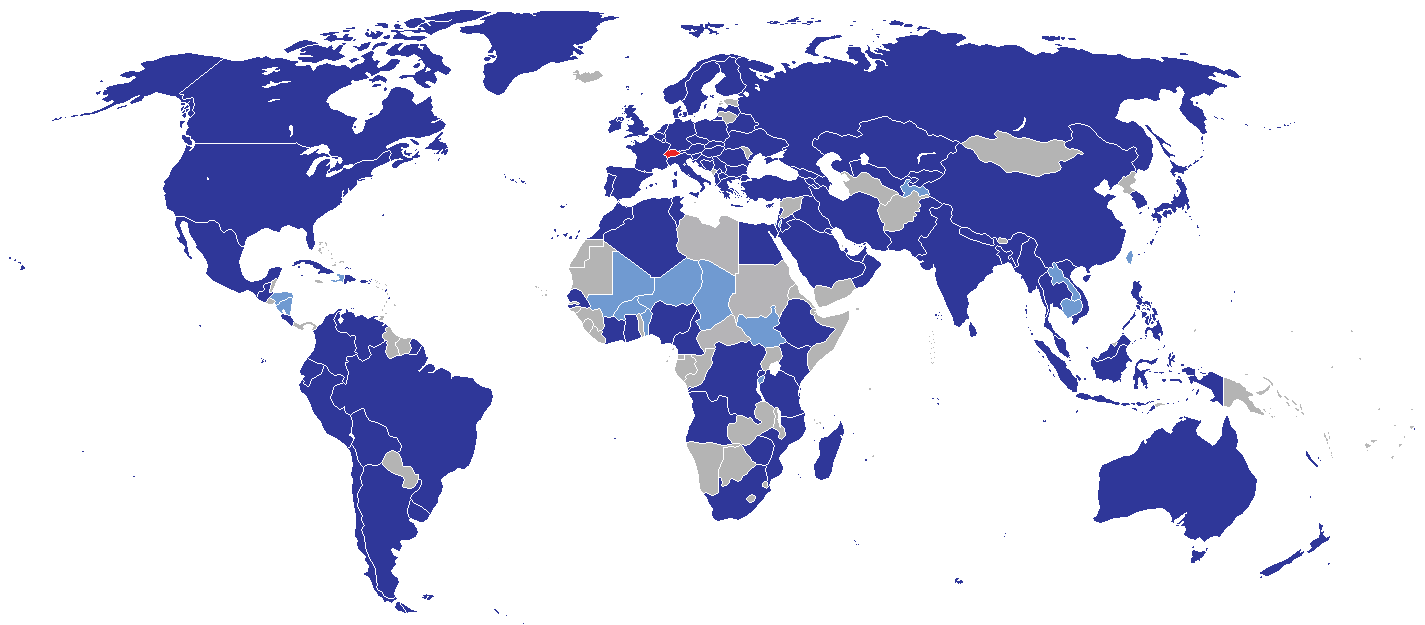

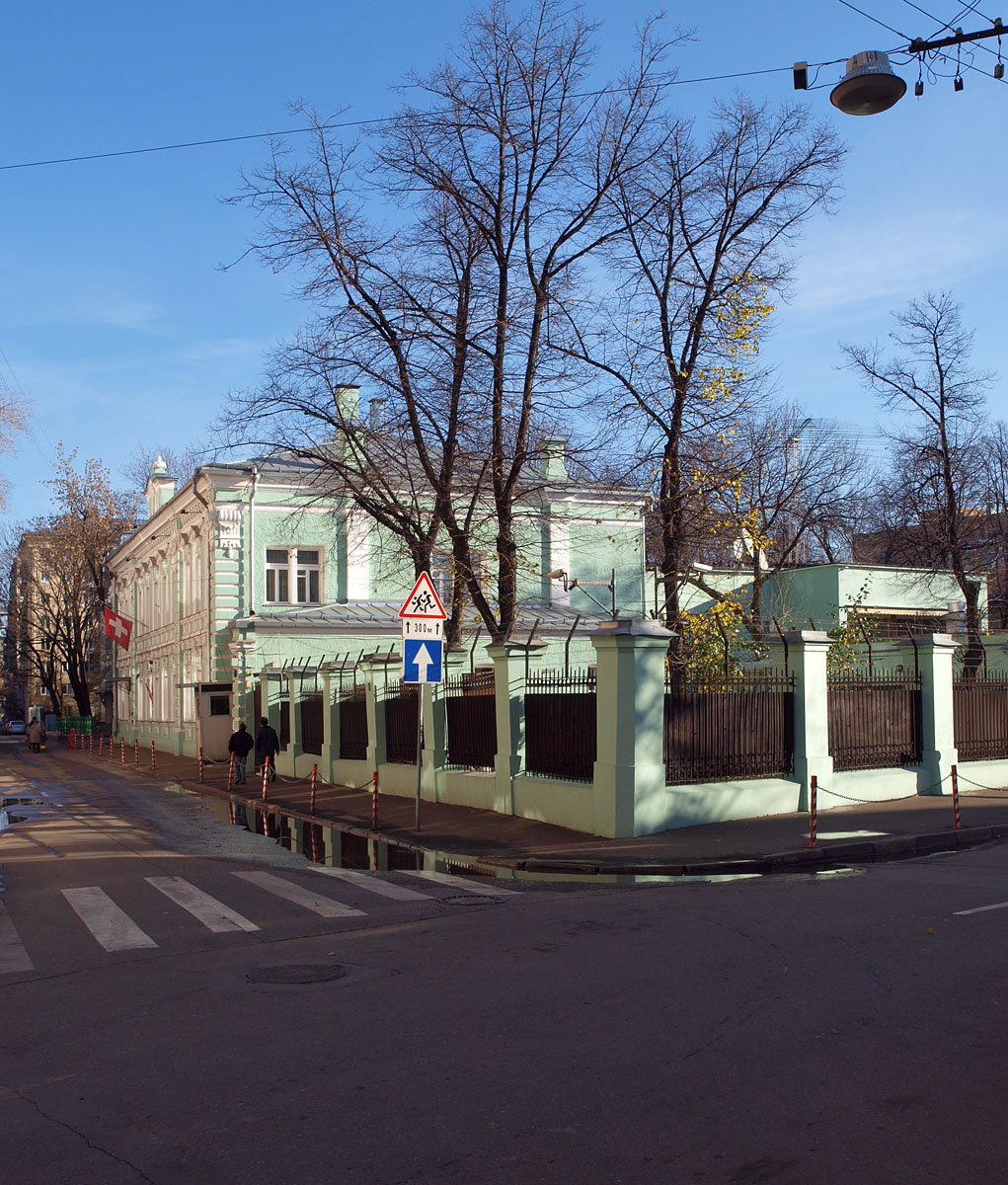
Посольство Швейцарии в Москве

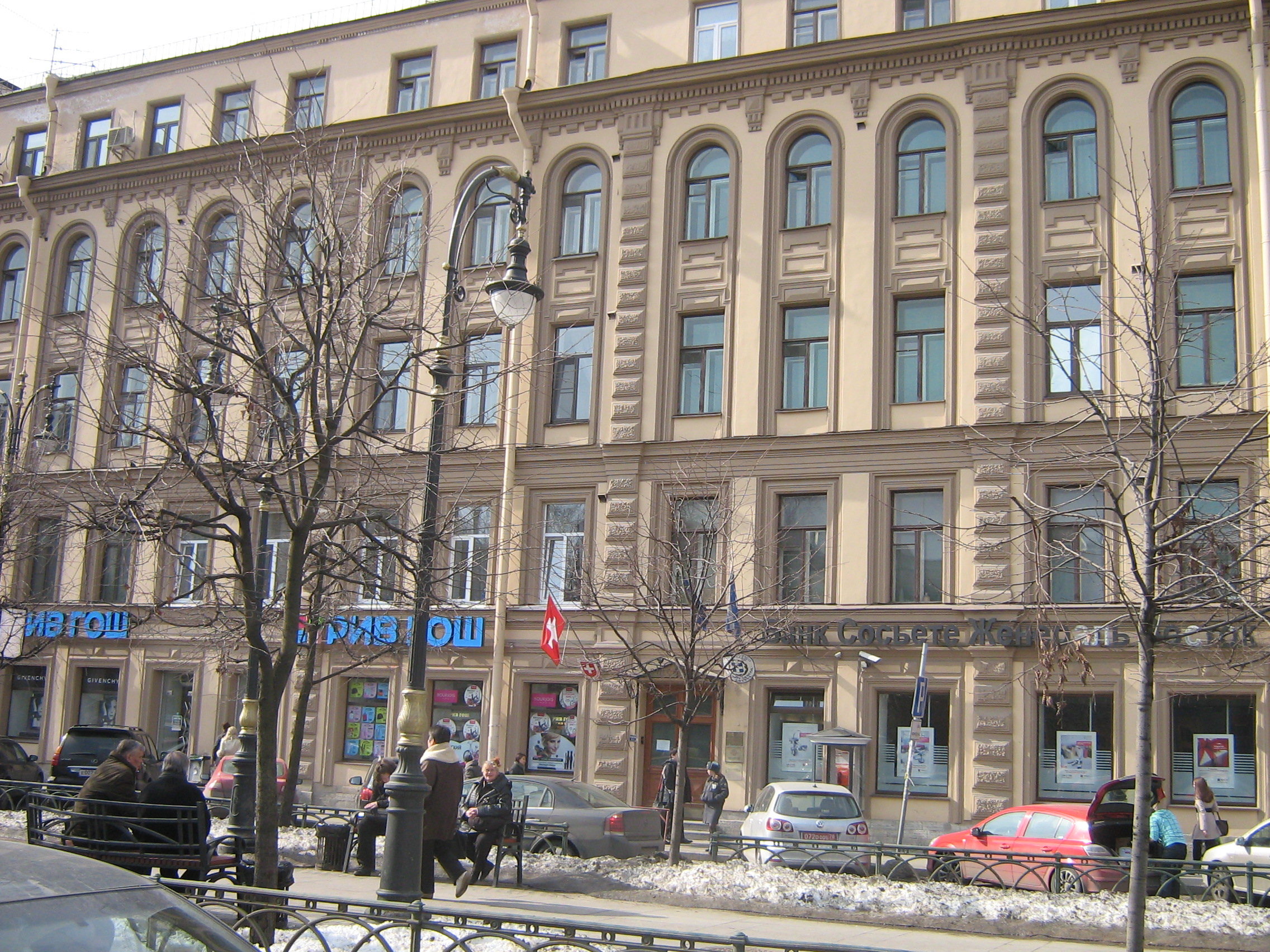
Генеральное консульство Швейцарии в Санкт-Петербурге

Список дипломатических миссий Швейцарии — в настоящее время Швейцария обладает одной из самых крупных в мире сетей дипломатических зарубежных представительств. Она также является признанным международным посредником, берущим на себя задачи улучшения или осуществления связей между прервавшими их враждующими государствами. Впервые такой опыт международной деятельности был приобретён Швейцарией в период Франко-прусской войны. Во время Второй мировой войны она представляла за рубежом интересы 35 государств, в частности Германии, Италии, Японии и вишистской Франции в Вашингтоне. Швейцария также сделала немало для прекращения вооружённый конфликтов и проведения гуманитарных миссий позднее в Демократической Республике Конго, в бывшей Югославии, в Индокитае и на Ближнем Востоке. В настоящее время она представляет взаимные интересы России и Грузии соответственно в Тбилиси и в Москве после разрыва дипломатических отношений между этими государствами в 2008 году.

## Европа
- Баку (посольство)
- Австрия Вена (посольство)
- Албания Тирана (посольство)
- Ереван (посольство)
- Беларусь Минск (генеральное консульство)
- Бельгия Брюссель (посольство)
  - Антверпен (генеральное консульство)
- Босния и Герцеговина Сараево (посольство)
- Болгария София (посольство)
- Великобритания Лондон (посольство)
- Германия Берлин (посольство)
  - Дюссельдорф (генеральное консульство)
  - Мюнхен (генеральное консульство)
  - Франкфурт-на-Майне (генеральное консульство)
  - Гамбург (генеральное консульство)
  - Штутгарт (генеральное консульство)
- Греция Афины (посольство)
- Тбилиси (посольство)
- Дания Копенгаген (посольство)
- Ирландия Дублин (посольство)
- Исландия Рейкьявик (генеральное консульство)
- Испания Мадрид (посольство)
  - Барселона (генеральное консульство)
- Италия Рим (посольство)
  - Генуя (генеральное консульство)
  - Милан (генеральное консульство)
- Кипр Никосия (посольство)
- Косово Приштина(посольство)
- Латвия Рига (посольство)
- Люксембург Люксембург (посольство)
- Македония Скопье (посольство)
- Норвегия Осло (посольство)
- Польша Варшава (посольство)
- Португалия Лиссабон (посольство)
- Румыния Бухарест (посольство)
- Россия Москва (посольство)
  - Санкт-Петербург (генеральное консульство)
- Словакия Братислава (посольство)
- Словения Любляна (посольство)
- Сербия Белград (посольство)
- Украина Киев (посольство)
- Венгрия Будапешт (посольство)
- Финляндия Хельсинки (посольство)
- Франция Париж (посольство)
  - Лион (генеральное консульство)
  - Марсель (генеральное консульство)
  - Страсбург (генеральное консульство)
- Нидерланды Гаага (посольство)
- Хорватия Загреб (посольство)
- Чехия Прага (посольство)
- Швеция Стокгольм (посольство)

## Северная Америка
- Гватемала (посольство)
- Санто-Доминго (посольство)
- Оттава (посольство)
  - Ванкувер (генеральное консульство)
  - Монреаль (генеральное консульство)
  - Торонто (генеральное консульство)
- Сан-Хосе (посольство)
- Гавана (посольство)
- Мехико (посольство)
- США Вашингтон (посольство)
  - Атланта (генеральное консульство)
  - Лос-Анджелес (генеральное консульство)
  - Нью-Йорк (генеральное консульство)
  - Сан-Франциско (генеральное консульство)
  - Чикаго (генеральное консульство)
- Порт-о-Пренс (посольство)

## Южная Америка
- Буенос-Айрес (посольство)
- Ла-Пас (посольство)
- Бразилиа (посольство)
  - Рио-де-Жанейро (генеральное консульство)
  - Сан-Паулу (генеральное консульство)
- Каракас (посольство)
- Кито (посольство)
- Богота (посольство)
- Асунсьон (посольство)
- Лима (посольство)
- Монтевидео (посольство)
- Сантьяго (посольство)

## Африка
- Алжир (посольство)
- Луанда (посольство)
- Аккра (посольство)
- Демократическая Республика Конго, Киншаса (посольство)
- Каир (посольство)
- Аддис-Абеба (посольство)
- Хараре (посольство)
- Яунде (посольство)
- Найроби (посольство)
- Абиджан (посольство)
- Триполи (посольство)
- Антананариву (посольство)
- Рабат (посольство)
- Мапуту (посольство)
- Абуджа (посольство)
- Кигали (посольство)
- Дакар (посольство)
- Хартум (посольство)
- Дар-эс-Салам (посольство)
- Тунис (посольство)
- Претория (посольство)
  - Кейптаун (генеральное консульство)

## Азия
- Дакка (посольство)
- Ханой (посольство)
- Тель-Авив (посольство)
- Нью-Дели (посольство)
  - Мумбай (генеральное консульство)
- Джакарта (посольство)
- Тегеран (посольство)
- Амман (посольство)
- Астана (посольство)
- Пекин (посольство)
  - Гуанчжоу (генеральное консульство)
  - Гонконг (генеральное консульство)
  - Шанхай (генеральное консульство)
- Эль-Кувейт (посольство)
- Бейрут (посольство)
- Куала-Лумпур (посольство)
- Улан-Батор (консульство)
- Катманду (посольство)
- ОАЭ Абу-Даби (посольство)
  - Дубай (генеральное консульство)
- Исламабад (посольство)
  - Карачи (генеральное консульство)
- (представительство)
- Эр-Рияд (посольство)
  - Джидда (генеральное консульство)
- Сингапур (посольство)
- Дамаск (посольство)
- Бангкок (посольство)
- Анкара (посольство)
  - Стамбул (генеральное консульство)
- Ташкент (посольство)
- Манила (посольство)
- Коломбо (посольство)
- Сеул (посольство)
- Токио (посольство)

## Океания
- Канберра (посольство)
  - Сидней (генеральное консульство)
- Веллингтон (посольство)

## Международные организации
- Брюссель — представительства при ЕС и НАТО
- Вена — постоянное представительство при ОБСЕ
- Нью-Йорк — постоянное представительство при ООН
- Париж — постоянное представительство при ЮНЕСКО
- Рим — постоянное представительство при ФАО
- Страсбург — постоянное представительство при Совете Европы